# Агроспорт
Агро Спорт ді Монте Кафе або просто Агроспорт (порт. Agrosport de Monte Café) — професіональний футбольний клуб з містечка Монте Кафе на острові Сан-Томе, в Сан-Томе і Принсіпі.

## Історія
Футбольний клуб було засновано в 1990 році. Агроспорт виступав протягом багатьох років, головним чином, у другому дивізіоні, зокрема в 2001 та 2003 роках клуб посідав четверте місце в своїй групі, а в 2003 році в першому раунді Кубка зазнав поразки від Дешпортіву Марітіму з рахунком 6:7. В 2004 році клуб зайняв друге місце в першому дивізіону. Це було найкращим досягненням клубу, так як команда жодного разу не вигравала чемпіонат, кубок чи національний трофей. За підсумками сезону 2014 року команда вилетіла до третього дивізіону Чемпіонату острова.

## Досягнення
- Чемпіон (2): 2019, 2024

## Статистика виступів у чемпіонатах та кубках
| Сезон | Див. | Міс. | Іг. | В | Н | П  | ЗМ | ПМ | РМ  | О  | Кубок | Кваліфікація/вибування                            |
| ----- | ---- | ---- | --- | - | - | -- | -- | -- | --- | -- | ----- | ------------------------------------------------- |
| 2011  | 3    |      | -   | - | - | -  | -  | -  | -   | -  |       | Жоден                                             |
| 2012  | 2    | 9    | 18  | 5 | 2 | 11 | 25 | 39 | -14 | 17 |       | Вибування до другого дивізіону Чемпіонату острова |
| 2013  | 3    |      | 18  | - | - | -  | -  | -  | -   | -  |       | Жоден                                             |